# Puiforniu (Mont-ros)
Puiforniu o Puigforniu és un despoblat antic del terme municipal de la Torre de Cabdella, del Pallars Jussà, situat al bell mig de la carena que partia els antics termes de Mont-ros i la Pobleta de Bellveí, ara tots dos integrats a la Torre de Cabdella. Molt possiblement es tracta del Castell de Montformit, amb l'església de Sant Feliu de Montformit, documentats en textos medievals a la vall del Flamisell. També hi degué estar relacionada l'església de Sant Esteve de Capite silve o de Montformit.
És en un turó anomenat també Puiforniu, que forma part d'un dels contraforts de la Serra Espina. Es tracta del Serrat de les Cases (o des Cases), al sud-est de Beranui i al nord-oest de les Bordes d'Envall.
El camí d'accés és des de Beranui, per una pista que des de l'entrada del poble surt cap al sud, en direcció al barranc del Solaró i la Roca de Trin-trin. Des d'aquesta pista cal seguir el camí d'Envall, i anar a buscar la carena del Serrat de les Cases, on es pot accedir pel camí obert per a la instal·lació d'unes torres elèctriques a l'extrem de ponent del serrat. Un cop a la torre de més amunt, cal seguir per la mateixa carena fins a arribar a Puiforniu, a 1.275 m. alt.
El poblat s'estén al llarg de 2.400 m², i s'estructura en terrasses aprofitant la carena, que queda oberta només a ponent a causa de l'estrep de roca on és situat. Es conserva part del mur exterior que protegia el poblat, així com els munts de pedra de les edificacions ensorrades. L'amuntegament de rocs dificulta molt la interpretació de les restes.
El valor estratègic de l'indret és innegable, a més tenint en compte que hi passava el camí de la sal, que s'adreçava a Gerri de la Sal.